# Mezinárodní cena ženské odvahy

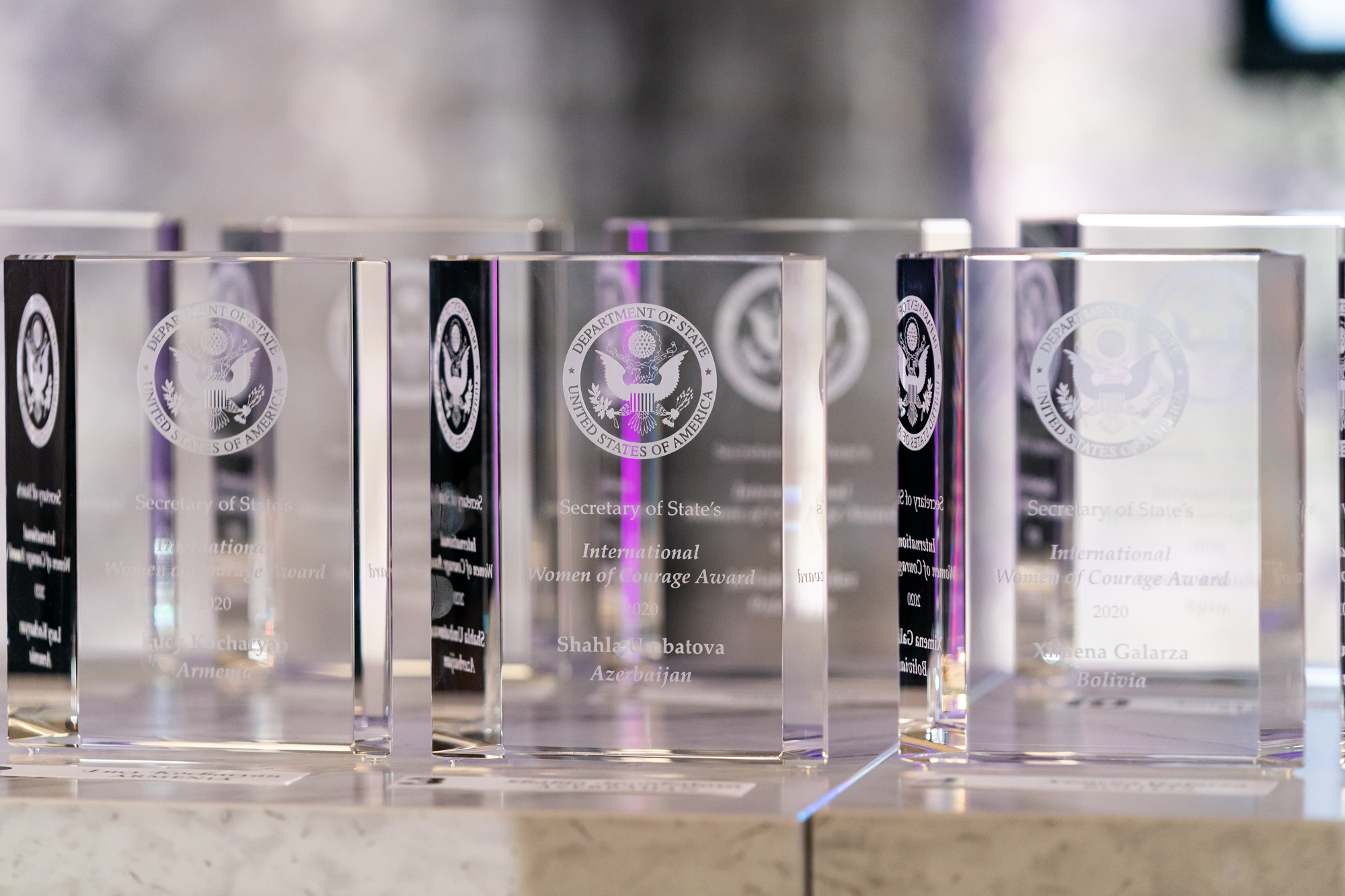
Mezinárodní cena ženské odvahy 2020

Mezinárodní cena ženské odvahy (anglicky International Women of Courage Award) je americké ocenění, udělované každoročně Ministerstvem zahraničí USA. Jeho smyslem je ocenit ženy z celého světa, které prokázaly odvahu, vynalézavost a ochotu přinášet oběti pro ostatní, zejména při prosazování ženských práv.
Cenu v roce 2007, na Mezinárodní den žen, založila ministryně zahraničí Condoleezza Rice.

## Oceněné ženy – výběr
- Nibal Thawabtehová, palestinská aktivistka za práva žen (2008)
- Šádí Sadrová, íránská obhájkyně lidských práv (2010)
- Ágnes Osztolykánová, maďarská politička romského původu (2011)
- Roza Otunbajevová, kyrgyzská politička (2011)
- Nasta Palažanka,  běloruská opoziční aktivistka (2011)
- Yoani Sánchezová, kubánská disidentka (2011)
- Kuo Ťien-mej, čínská občanská aktivistka (2011)
- Jelena Valerijevna Milašinová, ruská novinářka (2013)
- Ruslana, ukrajinská zpěvačka a politička (2014)
- Nílúfar Rahmání, afghánská pilotka (2015)
- Žanna Němcovová, ruská novinářka, dcera zavražděného politika Borise Němcova (2016)
- Zuzana Števulová, slovenská právnička a lidskoprávní aktivistka (2017)
- Natalia Ponce de León, kolumbijská aktivistka (2017)
- Amaya Coppensová, nikaragujská občanská aktivistka (2020)
- Sayragul Sauytbay, čínská lékařka, ředitelka školy a whistleblowerka pro kazašské Číňany (2020)
- Maryja Kalesnikavová, běloruská opoziční aktivistka (2021)